# Cassoeula
La cassoeula, aussi orthographiée cassœula, ou casöla (AFI : /kaˈsøla/), est une spécialité culinaire italienne de la cuisine lombarde, qui rappelle la potée et qui était l'aliment quotidien des paysans de la région de Milan,. C'est un mets d'hiver cuit longtemps et servi chaud, qui associe museau, oreilles et pieds de porc au chou vert. On l'accompagne d'un vin rouge de la région comme le barbera, le bonarda ou le nebbiolo, et de polenta, typique du nord de l'Italie et des Alpes italiennes.

## Histoire
Outre les traditions, les historiens identifient la première recette de ce plat dans le livre de recettes de Ruperto da Nola. Cet auteur, originaire de Nola, et qui est considéré comme l'un des pères de la gastronomie catalane, était au service de la cour catalano-aragonaise à Naples au XVe siècle. Dans son ouvrage le plus important, Il Llibre del Coch (écrit en catalan), il nous donne une recette de cassola de carn dans laquelle de nombreux éléments nous ramènent à cassoeula. Au XIXe siècle, on le retrouve dans l'œuvre Il cuoco senza pretese d'Odescalchi de Côme (1826), Una cazzoletta ben fatta ella è pur buon pasto.